# Monkeybone
Monkeybone è un film del 2001 diretto da Henry Selick. Il film è una combinazione di live action e stop-motion/passo uno (come precedentemente James e la pesca gigante). Nonostante il ricco cast e il grande budget a disposizione, il film fu un totale fallimento sia critico che al botteghino: costò 75000000 $, ma ne incassò solamente 7622365 $. Il film è liberamente ispirato a un fumetto ideato e disegnato da Kaja Blackley, intitolato Dark Town, che narra la macabra storia di un uomo finito in coma per un incidente stradale e che si ritrova in un sinistro aldilà, ed è costretto a combattere contro la morte per riprendersi il suo corpo, preso da uno dei leader malvagi di Dark Town.

## Trama
Stu Miley è un fumettista depresso che ha molta fama grazie alla sua serie a cartoni animati che ha per protagonista una scimmietta dispettosa e pervertita chiamata "Monkeybone". Stu è molto intollerante verso l'idea di commercializzare il suo prodotto ed è innamorato della dottoressa Julie McElroy, con la quale sta per fare la dichiarazione. La notte ad essa destinata, Stu tampona la sua macchina dopo aver attivato, per sbaglio, un gommone gonfiabile a forma di Monkeybone, finendo in coma.
Stu si ritrova così in un grottesco e variopinto Limbo chiamato Morfeolandia, simile ad un Luna Park, abitato da creature magiche e persone sospese tra la vita e la morte, che si divertono a guardare gli incubi dei viventi. Stu scopre con più scalpore che la sua creazione, Monkeybone, è viva e in carne ed ossa in questo mondo e fa conoscenza con Miss Kitty, una donna-gatto. All'improvviso Stu vede un essere simile al Cupo mietitore di colore bianco che consegna a un vecchietto (in coma nella realtà) un "Passo d'uscita", rispedendolo così nel mondo dei vivi. Stu prova a chiedere spiegazioni, ma il Cupo mietitore bianco vola via.
Poco dopo Stu e Monkeybone ricevono un invito al pigiama party del dio del sonno Hypnos, al quale Stu si rivolge per poter tornare dall'amata Julie. Hypnos gli rivela che per tornare in vita deve rubare un Pass d'uscita dalla Morte in persona. Aiutato da Monkeybone, Stu si infiltra nell'ufficio della Morte camuffandosi in uno dei suoi Cupi mietitori riuscendo a rubare un Pass d'uscita, ma all'ultimo momento Monkeybone tradisce Stu e usando il Pass torna in vita nel corpo di Stu, mentre questo viene imprigionato da Hypnos in una cella insieme ad Attila, Edgar Allan Poe, Jack lo squartatore, Lizzie Borden e Stephen King, il quale spiega di avere il corpo posseduto da Cujo.
Nel frattempo, Monkeybone si gode la vita nel corpo di Stu e inizia a commercializzare il suo cartone, sotto lo sguardo non convinto di Julie. Monkeybone si rivela così in affari con Hypnos: il loro piano infatti è di caricare dei giocattoli di Monkeybone che producono flatulenze emananti un siero capace di infondere gli incubi alle persone, lo Oneirix, così da avere più intrattenimento per gli abitanti di Morfeolandia. Intanto Stu riesce a liberarsi grazie all'aiuto di Miss Kitty (che lo informa del piano), ma la Morte lo cattura. Stu però rivela alla Morte il piano di Hypnos e chiede un'ora di vita per fermare Monkeybone e rivedere un'ultima volta Julie.
La Morte accetta e manda lo spirito di Stu nel corpo di un atleta donatore di organi morto da poco. Stu-atleta, dopo essersi fatto riconoscere da Julie ed aver fermato la consegna dei giocattoli avvelenati durante una gala, si scontra con Monkeybone-Stu, arrivando addirittura a lottare appesi a un pallone a forma di Monkeybone. Un poliziotto sbadato spara al pallone, facendo precipitare Monkeybone e Stu al suolo, facendoli morire all'istante.
Monkeybone e Stu si ritrovano così a Morfeolandia, dove continuano a combattersi cadendo, ma vengono acchiappati in salvo dalla Morte, al comando di un robot gigante. La Morte reinserisce Monkeybone nella testa di Stu, e decide di riportarlo in vita perché Stu gli sta simpatico e perché le piace il suo cartone. Stu riesce finalmente a tornare in vita dall'amata Julie. Il film si chiude con un cartone animato che mostra delle persone svestirsi del loro aspetto umano, dimostrandosi in realtà scimmie.

## Curiosità
In un altro film di Selick, Coraline e la porta magica (2009), le pantofole che l'Altro Padre indossa hanno la faccia di Monkeybone.